# SDSS J125636.81+271709.4
SDSS J125636.81+271709.4 ist eine Galaxie im Sternbild Coma Berenices am Nordsternhimmel. Sie ist mehr als 1,2 Milliarden Lichtjahre von der Milchstraße entfernt. Die Galaxie gilt als Mitglied des Coma-Galaxienhaufens Abell 1656, ist dafür jedoch viel zu weit entfernt.
Im selben Himmelsareal befinden sich u. a. die Galaxien NGC 4819, NGC 4827, IC 3900, IC 3913.